# Жуков, Ермолай Семёнович
Ермолай Семёнович Жуков — советский хозяйственный, государственный и политический деятель, Герой Социалистического Труда.

## Биография
Родился в 1881 году в Калужской губернии. Член КПСС.
С 1900 года — на хозяйственной, общественной и политической работе. В 1900—1953 гг. — саночник, забойщик на шахте «Центральная» (позднее «Центральная-Заводская») Новороссийского общества, участник революции 1905—1907 годов, забойщик, крепильщик горных выработок, эвакуирован, участник восстановления шахты «Смолянка», крепильщик шахты № 1-2 Смолянка комбината «Сталинуголь».
Указом Президиума Верховного Совета СССР от 28 августа 1948 года присвоено звание Героя Социалистического Труда с вручением ордена Ленина и золотой медали «Серп и Молот».
Член ЦК профсоюза рабочих каменноугольной промышленности СССР.
Умер в Сталино в 1953 году.